# Optische-Disks-Datenspeicherungs-Jukebox
Im Kontext moderner IT-Systeme bezeichnet eine Optische-Disks-Datenspeicherungs-Jukebox ein Archivierungssystem für digitale Daten, das oft umfangreichen Anforderungen aus Bereichen wie Datensicherheit, Fälschungssicherheit (unveränderbare Speichermedien wie WORM, Ultra Density Optical und MiniDisc) und hohe Verfügbarkeit der Daten genügen muss.

## Funktionsweise und Einsatz
Eine Optische-Disks-Datenspeicherungs-Jukebox ist ein Datenspeichergerät mit komplexer Mechatronik, das automatisch optische Discs wie Compact Disc, DVD, Ultra Density Optical oder Blu-ray Disc laden und entladen kann und Terabyte (TB) oder Petabyte (PB) an Tertiärspeicher bereitstellen kann. Die Geräte werden oft als „optische Plattenbibliotheken“, „Roboterlaufwerke“ oder „Autowechsler“ bezeichnet. Jukebox-Geräte sind modular aufgebaut und können bis zu 2.000 Steckplätze für Platten haben und verfügen in der Regel über eine Entnahmevorrichtung, die die Steckplätze und Laufwerke durchläuft. Die Anordnung der Steckplätze und Entnahmevorrichtungen beeinflusst die Leistung, je nach dem Abstand zwischen einer Platte und der Entnahmevorrichtung. Suchzeiten und Übertragungsraten variieren je nach verwendeter optischer Technologie.
Jukeboxen werden in Archivspeicherumgebungen mit hoher Kapazität eingesetzt, z. B. in den Bereichen Bildgebung, Medizin und Video. Die hierarchische Speicherverwaltung ist eine Strategie, bei der wenig genutzte oder unbenutzte Dateien von schnellen Magnetspeichern auf optische Jukebox-Geräte in einem Prozess namens Migration verschoben werden. Wenn die Dateien benötigt werden, werden sie zurück auf die Magnetplatte migriert. Optische Plattenbibliotheken sind auch für die Erstellung von Backups und in Notfallwiederherstellungssituationen nützlich. Eine der wichtigsten Anwendungen für Jukeboxen ist heute die Archivierung von Daten. Das Archivieren von Daten unterscheidet sich von Backups dadurch, dass die Daten auf Medien gespeichert werden, die für eine Lebensdauer von bis zu 100 Jahren ausgelegt sind. Die Daten werden normalerweise auf WORM-Datenträger (WORM = Write Once Read Many) geschrieben, sodass sie weder gelöscht noch verändert werden können.
Optische-Disks-Datenspeicherungs-Jukeboxen enthalten in der Regel interne SCSI- oder SATA-basierte beschreibbare Laufwerke (CD-ROM, CD-R, DVD-ROM, DVD-R, DVD-RAM, UDO oder Blu-ray), die direkt mit einem Dateiserver verbunden sind und von einer Jukebox-Verwaltungssoftware eines Drittanbieters verwaltet werden. Diese Software steuert die Bewegung der Medien innerhalb der Jukebox und das Pre-Mastering der Daten vor dem Brennvorgang.
Vor dem Aufkommen des modernen SAN und der viel billigeren Festplatten war die hochvolumige Speicherung auf DVD kostengünstiger als magnetische Medien. Die Kapazitäten von Optische-Disks-Datenspeicherungs-Jukeboxen sind mit der Einführung des 50 Gigabyte (GB) Dual Layer Blu-ray (BD)-Formats stark gestiegen, mit einer Roadmap zur Erhöhung auf acht Schichten und 200 GB pro Platte. Das aktuelle Format, das im DISC7000 verwendet wird, erlaubt 35 TB Speicherplatz von einer einzigen Jukebox mit 700 Platten. Optische Plattenbibliotheken wie die TeraStack-Lösung können bis zu 142 TB an Online- und Nearline-Daten mit einer Nennleistungsaufnahme von 425 Watt speichern. Diese beiden Einheiten zeigen die große Varianz der Produkteigenschaften.